# Sarar
Sarar (somaliska: Saraar, arabiska: صرار) är en region i Somaliland. Huvudorten är Aynabo. Den befolkas av Isaaqklanen, inklusive Darod.